# بتي (دشتياري)
بتي (بالفارسية: پتی) هي قرية تقع في قسم باهوكلات الريفي (مقاطعة تشابهار) في إيران. يقدر عدد سكانها بـ 240 نسمة بحسب إحصاء 2016.